# デイリースポーツ尼崎・住之江BOAT RACE FLASH
デイリースポーツ尼崎・住之江BOAT RACE FLASH（デイリースポーツあまがさき・すみのえボートレースフラッシュ）とは、サンテレビジョンで毎夜放送されていた競艇のミニ番組である。

## 概要
- 協賛はデイリースポーツ。そのため関連会社「デイリースポーツ・クオリティ」が製作に携わっていた。
- 前身は「デイリースポーツレースアワー」として毎夜5分間、園田競馬場・姫路競馬場、住之江競艇場・尼崎競艇場、岸和田競輪場・和歌山競輪場・西宮競輪場・甲子園競輪場の各公営競技のレース結果を5分間にまとめて放送していた。
- その後競馬は競馬ダイジェストに移行。競輪は一時期西宮と甲子園の分を西宮・甲子園ケイリンアワーとして放送したが、終了に伴いレースアワーに復帰（これにより岸和田・和歌山は撤退）。
- 2002年3月で西宮・甲子園競輪が廃止されたため、競艇のミニ番組に特化。
- 末期は住之江、尼崎で行われる競艇のレース結果、非開催日は次回のレース日程の案内を放送していた。なお他競艇場で行われるSG・GIなど全国発売規模のレースについては以前結果速報を放送していたが、後に日程の告知のみに留まっている
- 2010年7月5日からのNTSCの地上デジタルテレビ放送移行前提の「レターボックス放送」移行後も2011年2月6日までは暫定的に4:3サイズで放送されたが、同2月7日以後サンテレビのすべての番組で強制レターボックス化されたため、最終的には超額縁放送となった。
- 2011年3月31日をもって最終回となり当番組は終了したが、3月11日の東日本大震災発生に伴い、3月中は弔意を表す意味で競艇開催が自粛となったため、レース結果放送は3月12日が実質最終、以後は3月中の競艇開催中止のお知らせを放送した。
- 放送日時　平日（月 - 金曜=実際の日付上翌日未明）0:30 - 0:35　土曜日23:45 - 23:50、日曜日22:45 - 22:50

サンテレビボックス席の試合展開により延期有り